# Ализаде, Абдулкерим Али оглы

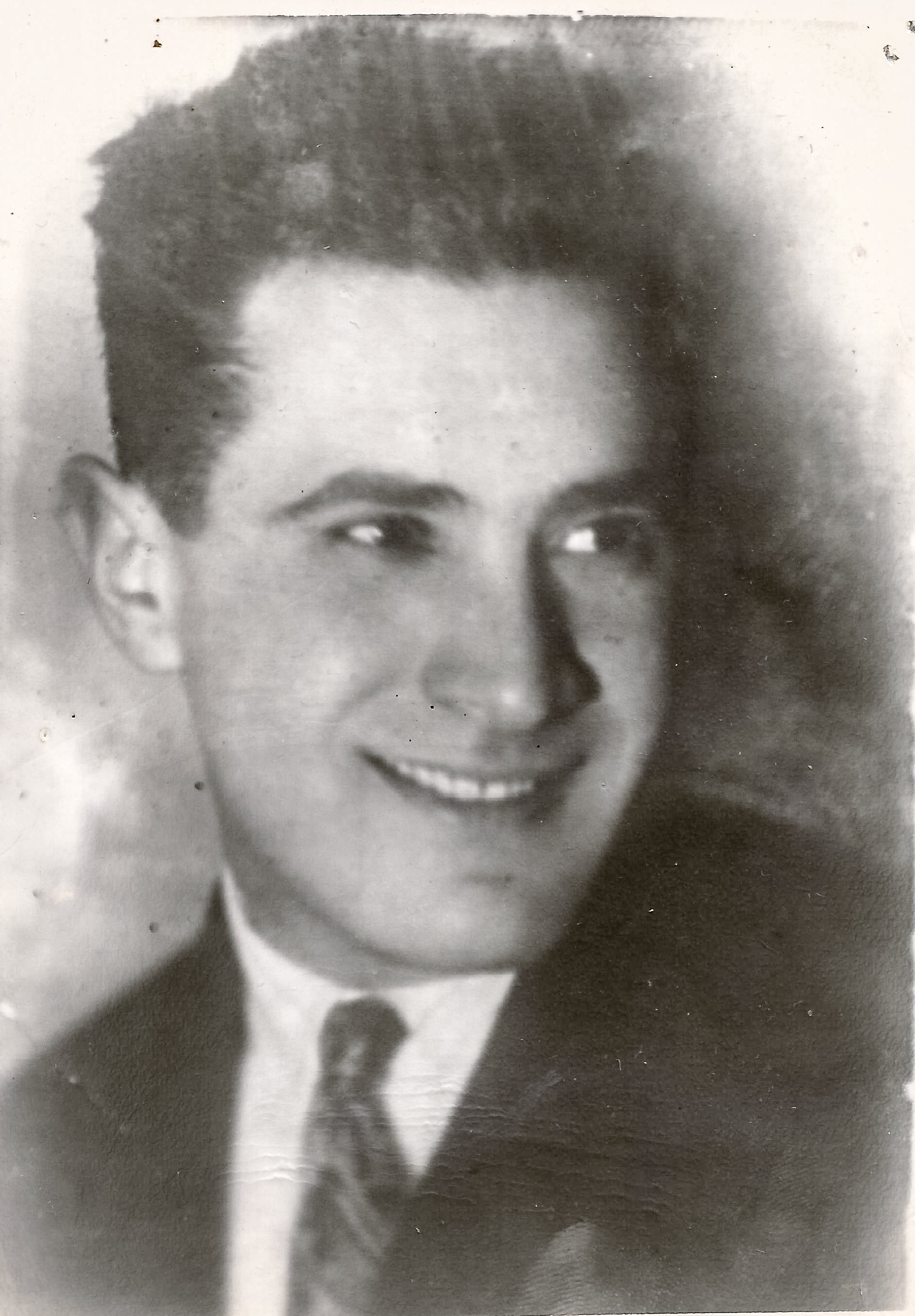
Абдулкерим Ализаде в аспирантуре, 1931 г.

Абдул-кери́м Али́ оглы́ Ализаде́ (азерб. Əbdülkərim Əli oğlu Əlizadə; 11 января 1906, Бильгях, Бакинская губерния — 3 декабря 1979, Баку) — азербайджанский историк, востоковед, академик АН Азербайджанской ССР (1955). Автор работ по средневековой истории Азербайджана и стран Ближнего и Среднего Востока. Заслуженный деятель науки Азербайджанской ССР. Лауреат Сталинской премии в области науки (1948). Лауреат государственной премии Азербайджанской ССР (1978).
Награжден орденом Трудового Красного Знамени, медалями «За оборону Кавказа», «За доблестный труд в Великой Отечественной войне 1941–1945 гг.», орденом «Знак Почета».

## Биография
Абдул-керим Али оглы Ализаде родился 11 января 1906 года в селении Бильгя близ Баку в семье духовного деятеля Шейха Али.
Детские годы провёл вместе с родителями в Тегеране, куда семья Ализаде переехала в 1908 году. Там юный Абдулкерим получил начальное образование, в совершенстве овладев персидским и арабским языками. По возвращении в Баку в 1917 году, учился в специальной средней школе. В 1922 году поступил на рабфак, который закончил в 1926 году.
В том же году Абдул-керим был направлен в Ленинградский восточный институт, после окончания которого в 1930 году, был принят в аспирантуру Государственной академии истории материальной культуры. Ленинградская академическая среда сыграла решающую роль в формировании А. А. Ализаде как учёного. Здесь наметились основные направления его научной деятельности. Преподавателями Абдул-керима Ализаде являлись светила русского и мирового востоковедения В. В. Бартольд, Н. Я. Марр, И. Ю. Крачковский, И. И. Мещанинов, А.А. Ромаскевич, А. Н. Самойлович, В. В. Струве и другие. Защитив кандидатскую диссертацию в 1935 году, поступил на должность научного сотрудника Азиатского музея в Ленинграде (в настоящее время известен как Институт восточных рукописей Российской академии наук). Также Абдулкерим Ализаде преподавал фарсидский язык в Ленинградском восточном институте (1936—1938) и на факультете востоковедения Ленинградского государственного университета (1938—1939).
После начала Великой Отечественной войны, в августе 1941 года вернулся в Баку.
Академик АН Азербайджанской ССР (с 1955 года). Заслуженный деятель науки Азербайджанской ССР (с 1960 года). Директор Института востоковедения АН Азербайджанской ССР (с 1958 года).
С 1963 года и  до конца своей жизни А. Ализаде руководил Отделом текстологии  и публикации источников Института востоковедения Академии наук  Азербайджана.

## Научная деятельность
Ещё в аспирантуре А. А. Ализаде  начал работать над темой «Формы земельного владения и налоговая система в Азербайджане в XIII—XIV вв.», ставшей позднее его кандидатской диссертацией.
Стремление к изучению дискуссионных, малоизученных проблем, умение найти нетрадиционные источники и подходы к их изучению проявились тогда же у А. А. Ализаде и сопутствовали ему всю жизнь. В те годы, целенаправленно и упорно разрабатывая различные аспекты названной темы, ставшей делом его жизни, он изучил большое количество персоязычной литературы, в первую очередь, рукописи. Изучал труды Рашид ад-Дина, Джувейни, Вассафа, Хамдуллаха Казвини и других корифеев средневекового Востока. Участвовал в работе Ладожской археологической экспедиции. Увлечение археологией он сохранил на всю жизнь.
После окончания аспирантуры А. А. Ализаде стал научным сотрудником Института востоковедения АН СССР.
Высокий уровень научной квалификации А. А. Ализаде подтверждают его труды. Уже первые публикации поставили молодого ученого в ряд крупных специалистов. Вскоре он зарекомендовал себя как блестящий знаток средневековой персоязычной литературы. Именно поэтому ему была поручена подготовка научно-критического текста представлявшего ценность монументального труда ученого-энциклопедиста Рашид ад-Дина «Джами ат-таварих» (сборник летописей). А. А. Ализаде с предельной тщательностью, блистательно проделал эту сложнейшую работу, и «Сборник летописей» был издан.
В 1938 году в связи с юбилеем великого Низами А. А. Ализаде совместно с Е. Э. Бертельсом, А. А. Алескерзаде, Ф. Бабаевым, Л. А. Хетагуровым и О. И. Смирновой приступил к подготовке научно-критического текста «Хамсе» («Пятерицы»). Труд был завершен в 1940 году.
В начале Великой Отечественной войны А. А. Ализаде возвращается в Баку и становится старшим научным сотрудником Института истории Азербайджанского филиала АН СССР.
В 1944 году А. А. Ализаде назначен директором Института истории.
А. А. Ализаде стал виднейшим историком-востоковедом, организатором науки и педагогом, сыгравшим важную роль в формировании направлений развития историко-востоковедческой науки Азербайджана и подготовке кадров.
В 1948 году за издание научно-практического текста «Шараф-наме» Низами А. А. Ализаде и Е. Э. Бертельсу была присуждена сталинская премия.
В 1954 году в Москве А. А. Ализаде защитил докторскую диссертацию, которая затем была издана отдельной монографией — «Социально-экономическая и политическая история Азербайджана в XIII—XIV вв.»
В 1955 году избран действительным членом АН Азербайджанской ССР.
В 1955—1957 годы являлся академиком-секретарём Отделения общественных наук АН Азербайджанской ССР.
С 1958 по 1963 год А. А. Ализаде являлся директором Института Ближнего и Среднего Востока (ныне Института востоковедения) АН Азербайджанской ССР, созданного в 1958 году. 

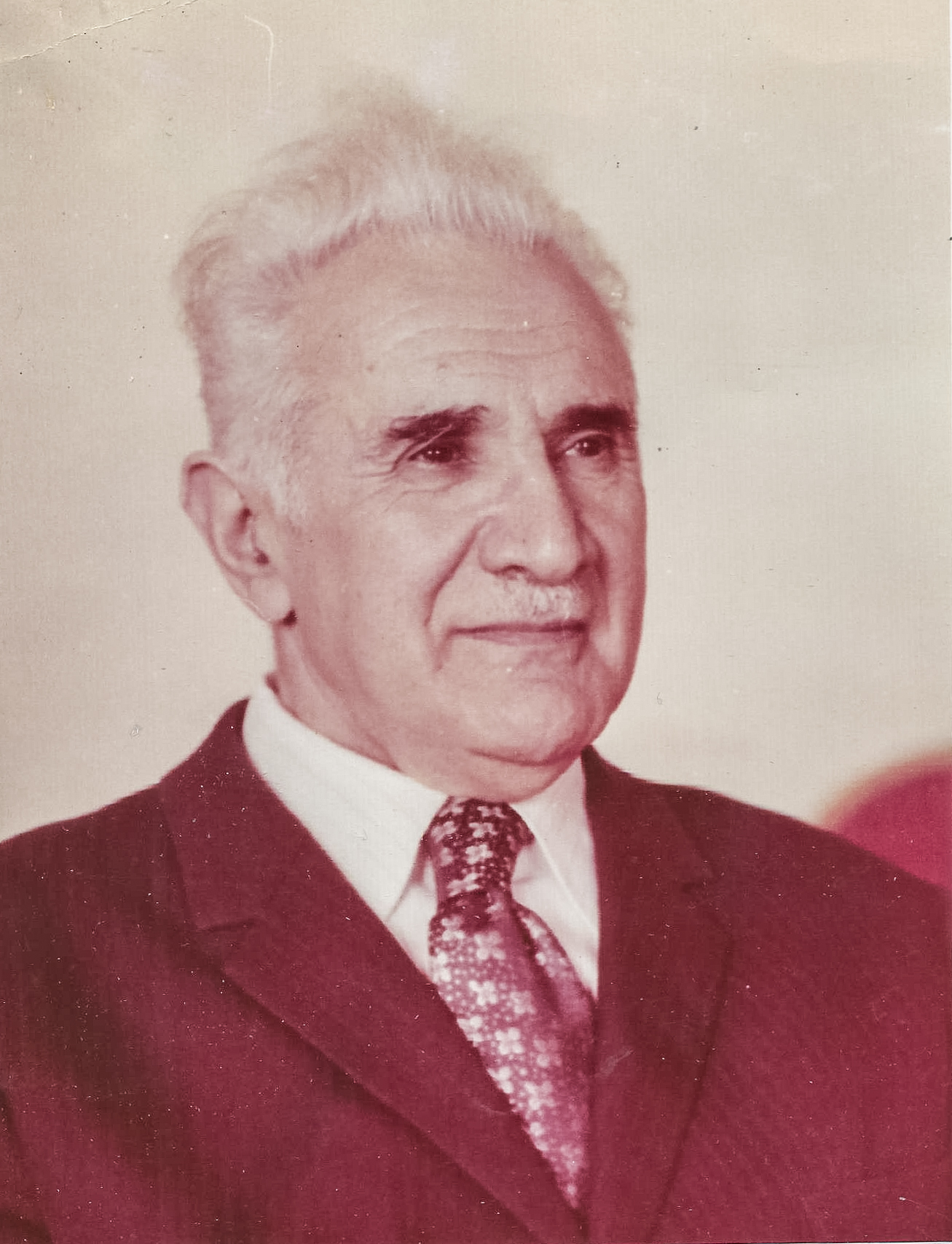
Академик Абдулкерим Ализаде

В последние два десятилетия жизни А. А. Ализаде сосредоточил усилия на издании источников по истории Ирана и Азербайджана периода монгольского владычества.
Он заново пересмотрел подготовленные ещё в предвоенные годы, но неопубликованные два тома «Сборника летописей» Рашид ад-Дина, подготовил и издал «Гюлистани Ирам» А. Бакиханова и три тома «Дастур ал-катиб фи-тайин ал-Маратиб». Эти исследования явились особым вкладом в развитие науки Азербайджана.
В 1978 году за эти работы ученому была присуждена государственная премия Азербайджанской ССР.
Труды А. А. Ализаде изданы на английском, немецком, персидском, арабском, турецком языках.
Является автором более ста научных трудов. А. А. Ализаде был первым исследователем форм средневекового земельного владения и налоговой системы Азербайджана.
Он создал научную школу текстологов-медиевистов Азербайджанской ССР. Исследования А. А. Ализаде в этой области, как и его другие публикации, знаменуют собой важный этап в развитии азербайджанской медиевистики. Он был первым крупным азербайджанским медиевистом, стоявшим у истоков этой науки в Азербайджане, и сыграл выдающуюся роль в формировании целого поколения исследователей.
Результатом многолетнего труда учёного стало создание им оригинальной концепции истории Азербайджана XIII—XIV вв.

А. А. Ализаде достойно представлял науку СССР на международных конгрессах в Варшаве (1955), Мюнхене (1957), Анкаре (1961, 1970), Тегеране (1966, 1969),Тебризе (1969) и в других городах.
Скончался 3 декабря 1979 года.

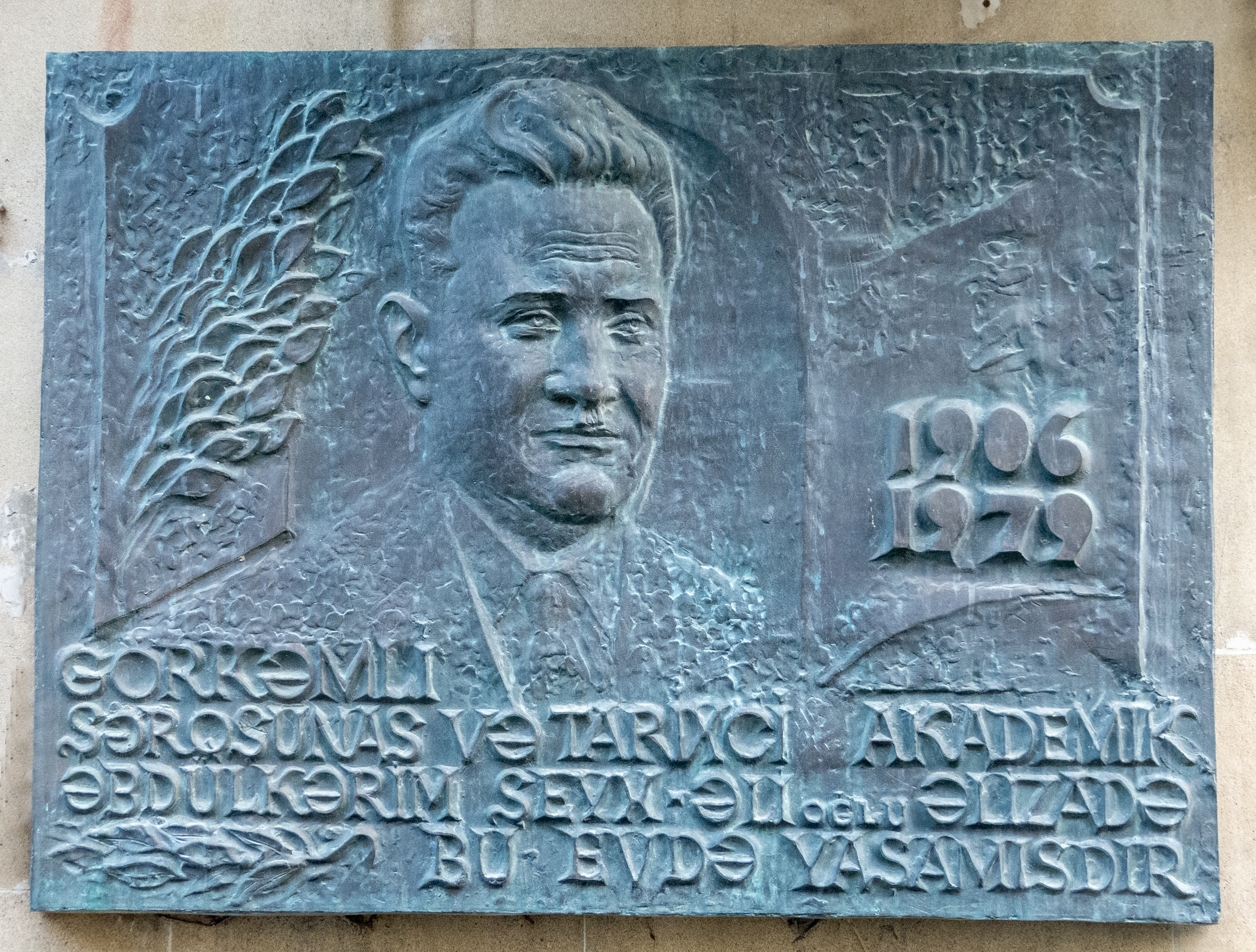
Мемориальная доска на стене дома, где жил академик Абдулкерим Ализаде (ул. Абдулкерима Ализаде, дом 6 в Баку)

Владел арабским, персидским, турецким и немецким языками.

## Память
В честь академика Абдулкерима Ализаде в центре города Баку названа улица, на которой он жил (бывшая Фиолетова).
В 2005 году в Баку издали книгу «Академик Али-заде Абдул-Керим Али оглы».

## Личная жизнь
Жена — домохозяйка Рагима-ханум, получившая педагогическое и медицинское образование в Ленинграде. У пары три дочери и сын. Дочь Захида (азерб. Zahidə Əbdülkərim qızı Əlizadə; род. 1 апреля 1938, Ленинград или Баку) — кандидат исторических наук (1988), старший исследователь Института истории имени А. Бакиханова НАН Азербайджана, доцент (2018). Дочь Эльмира (1940—2019) — филолог-арабист, литературовед и переводчик.